# Szatt al-Gharsa
Szatt al-Gharsa (także: Szott al-Gharsa, Szott el Gharsa; arab. ‏شط الغرسة‎, fr. Chott El Gharsa) – okresowe słone jezioro wypełniane wodą w porze deszczowej. Leży w środkowej części Tunezji w obrębie rozległej niziny bezodpływowej, w gubernatorstwie Tauzar. 
Przez większą część roku zbiornik jest suchy, a jego dno popękane, występuje tu zjawisko fatamorgany. Szott położony jest w depresji 17 m p.p.m. Na południe od niego znajduje się miasto Tauzar oraz Wielki Szott. Na południowym wybrzeżu jeziora w okolicach granicy z Algierią kręcono sceny do pierwszej części Gwiezdnych wojen.